# Universidad Internacional Menéndez Pelayo
Die Universidad Internacional Menéndez Pelayo (dt.  Internationale Universität Menéndez Pelayo) ist eine öffentliche Universität in Spanien mit Standorten in Barcelona, Valencia, Sevilla, Santa Cruz de Tenerife, A Coruña, Cuenca, La Línea de la Concepción, Santander und Cartagena. Die Hochschule wurde 1932 als Universidad Internacional de Verano de Santander gegründet und „firmiert“ seit 1949 als Universidad Internacional Menéndez Pelayo.